# 伊東蒼
伊東 蒼（いとう あおい、2005年9月16日 - ）は、日本の俳優。大阪府大阪市出身。ユマニテ所属。

## 来歴
2011年、6歳の時にTBS・スペシャルドラマ『アントキノイノチ〜プロローグ〜 天国への引越し屋』でデビュー。
2012年、7月22日放送の『平清盛』第27回に盛子役で出演し、NHK大河ドラマ初出演。同年8月9日、TBS系木曜ドラマ9『ビギナーズ!』第4話にゲスト出演し、ゴールデンプライムタイムの連続ドラマ初出演。
2013年、8月30日公開の映画『貞子3D2』で映画初出演。
2016年、10月29日に公開されその年の多くの映画賞を受賞した映画『湯を沸かすほどの熱い愛』で子役ながらに重要な役どころを演じ、「第31回高崎映画祭 最優秀新人女優賞」を受賞し、映画賞を初めて受賞した。
2017年には『島々清しゃ』で映画初主演を務め、「第72回毎日映画コンクール スポニチグランプリ新人賞」を12歳という史上2番目の若さで受賞した。
2021年、10月4日放送の上半期NHK連続テレビ小説『おかえりモネ』第21週から石井あかり役で出演し、NHK朝ドラ初出演。同年10月期朝日放送テレビ・テレビ朝日系ドラマL『それでも愛を誓いますか?』で連続ドラマに初めてレギュラー出演。
2023年、3月12日から25日まで下北沢・本多劇場、4月1日と2日にサンケイホールブリーゼ、4月9日に高崎芸術劇場 スタジオシアターでそれぞれ行われた舞台『明るい夜に出かけて』で舞台初出演。

## 出演

### テレビドラマ
- アントキノイノチ〜プロローグ〜 天国への引越し屋（2011年11月5日、TBS） - しょう子 役
- 大河ドラマ（NHK）
  - 平清盛（2012年7月22日） - 盛子 役
  - どうする家康（2023年4月2日・16日） - 阿月 役[7]
- ビギナーズ! 第4話（2012年8月9日、TBS） - ひより 役
- 東京バンドワゴン〜下町大家族物語 第4話（2013年11月2日、日本テレビ） - 堀田藍子（幼少期） 役
- 牙狼〈GARO〉 -魔戒ノ花- 第8話（2014年5月23日、テレビ東京） - マリ 役
- ラギッド!（2015年2月21日、NHK BSプレミアム） - 誘拐犯娘 役
- 花嫁のれん 第4シリーズ（2015年、東海テレビ） - 小島麻里亜 役
- 氷の轍（2016年11月5日、ABC） - 兵頭千恵子（幼少期） 役
- ひきこもり先生 第4話（2021年7月3日、NHK） - 吉村なつき 役
- それでも愛を誓いますか?（2021年10月3日 - 12月12日、ABCテレビ・テレビ朝日） - 神山菜月 役[5]
- 連続テレビ小説 おかえりモネ 第21週 - （2021年10月4日 - 、NHK） - 石井あかり 役[4][8]
- 群青領域 第6話 - （2021年11月26日 - 、NHK）- 高嶋映里 役[9]
- やさしい猫（2023年6月24日 - 7月29日、NHK総合） - 首藤マヤ 役[10]
- ユーミンストーリーズ 第2話「冬の終り」（2024年3月11日 - 14日、NHK総合） - みつき 役[11]
- 新宿野戦病院（2024年7月10日 - 9月11日、フジテレビ） - マユ / 宮嶋まゆ 役[12]
- 宙わたる教室（2024年10月8日 - 12月10日、NHK総合・NHK BS4K） - 名取佳純 役[13]
- 大阪激流伝（2025年8月31日〈予定〉、NHK総合） - 田口ミチコ 役[14]

### 映画
- 貞子3D2（2013年8月30日、角川書店） - 楓子（幼少期） 役
- 湯を沸かすほどの熱い愛（2016年10月29日、クロックワークス） - 片瀬鮎子 役[2]
- 島々清しゃ（2017年1月21日、東京テアトル） -  主演・花島うみ 役[3]
- キセキ -あの日のソビト-（2017年1月28日、東映） - 女の子 役
- 花戦さ（2017年6月3日、東映） - 季 役
- 望郷（2017年9月16日、エイベックス・デジタル） - 平川夢都子（幼少期） 役
- 累-かさね-（2018年9月7日、東宝） - 淵累（幼少期） 役
- ギャングース（2018年11月23日、キノフィルムズ） - ヒカリ 役
- 空白（2021年9月23日、スターサンズ・KADOKAWA） - 添田花音 役[15][16]
- さがす（2022年1月21日、アスミック・エース） - 原田楓 役[17][18]
- 恋は光（2022年6月17日、ハピネットファントム・スタジオ / KADOKAWA） - 大洲央 役[19]
- MIRRORLIAR FILMS Season4『シルマシ』（2022年9月2日）[20][21]
- 世界の終わりから（2023年4月7日、ナカチカ） - 主演・ハナ 役[22]
- 大きな玉ねぎの下で（2025年2月7日、東映） - 池尻今日子 役[23]
- 今日の空が一番好き、とまだ言えない僕は（2025年4月25日、日活） - さっちゃん 役[24][25]

### インターネットテレビ
- 君と僕との約束（2012年、BeeTV） - 川瀬早季子（幼少期） 役

### 舞台
- 明るい夜に出かけて（2023年3月12日 - 25日、下北沢 本多劇場 / 4月1日 - 2日、サンケイホールブリーゼ / 4月9日、高崎芸術劇場 スタジオシアター） - 佐古田愛 役[6]
- 血の婚礼（2024年12月7日 - 18日、IMM THEATER / 12月28日・29日、兵庫県立芸術文化センター 阪急中ホール）[26][27]
- Bunkamura Production 2025「アリババ」「愛の乞食」（2025年8月 - 9月、世田谷パブリックシアター / 9月、J:COM北九州芸術劇場 / 10月、森ノ宮ピロティホール / 10月、東海市芸術劇場）[28]

### CM
- 小学館 雑誌『小学一年生』[要出典]
- 東京ガス 「母の推し活」篇（2023年3月18日 - ）[29][30]
- 大塚製薬 カロリーメイト「光も影も」篇（2023年11月18日 - ）[31]
- Hanayume（ハナユメ）「姉妹の午後」篇（2023年11月1日 - ） - 古川琴音と共演[32]

## 受賞歴
2017年
- 第31回高崎映画祭 最優秀新人女優賞（『湯を沸かすほどの熱い愛』）

2018年
- 第72回毎日映画コンクール スポニチグランプリ新人賞（『島々清しゃ』）

2022年
- 第14回TAMA映画賞 最優秀新進女優賞（『さがす』『恋は光』『MIRRORLIAR FILMS Season4『シルマシ』』）

2023年
- 第77回毎日映画コンクール 女優助演賞（『さがす』）
- 第32回日本映画批評家大賞 新人女優賞（小森和子賞）（『さがす』）